# Telbivudine
Telbivudine is een geneeskundig middel voor de behandeling van chronische hepatitis B. Het behoort tot de nucleoside- en nucleotide-analoga: het verstoort het vermogen van het hepatitis B-virus om zich te vermenigvuldigen, doordat het de DNA-synthese in cellen die door het virus zijn geïnfecteerd, blokkeert. Telbivudine is in feite het β-L enantiomeer van het natuurlijk voorkomend thymidine (ook gekend als desoxythymidine).
Het is ontwikkeld door het Amerikaanse Idenix Pharmaceuticals, Inc., dat het in samenwerking met Novartis Europharm Ltd. op de markt brengt (of zal brengen) in geneesmiddelen met de handelsnamen Tyzeka in de Verenigde Staten en Sebivo daarbuiten.
Tyzeka verkreeg in oktober 2006 de toelating van de Amerikaanse Food and Drug Administration (FDA). In de Europese Unie bracht de bevoegde commissie binnen het EMEA (European Medicines Agency) op 22 februari 2007 een positieve beoordeling uit van Sebivo. Novartis werd op 26 april 2007 in kennis gesteld dat het Sebivo in de handel mocht brengen (het besluit was gedateerd op 24 april 2007).
Tyzeka is geïndiceerd voor de behandeling van hepatitis B "bij volwassen patiënten met tekenen van virale replicatie of aanhoudende stijgingen van serum aminotransferasen (ALT of AST) of een histologisch actieve ziekte". Het wordt oraal toegediend (tabletten van 600 mg, eenmaal per dag). In klinische proeven bleek telbivudine minstens even efficiënt of beter dan lamivudine en dat het het virus in een vroeg stadium onderdrukt. Nevenverschijnselen van het gebruik van Sebivo waren, naast de gewone zoals hoofdpijn, vermoeidheid en duizeligheid, vooral een verhoging van creatine-kinase in het bloed, en spierpijnen.